# Saiguède
Saiguède (okzitanisch Següeda) ist eine französische Gemeinde mit 798 Einwohnern (Stand 1. Januar 2022) im Département Haute-Garonne in der Region Okzitanien (vor 2016 Midi-Pyrénées). Sie gehört zum Arrondissement Muret und zum Kanton Plaisance-du-Touch. Die Einwohner werden Saiguediens genannt.

## Geografie
Saiguède liegt in der historischen Provinz Savès, etwa 30 Kilometer westsüdwestlich von Toulouse und etwa 20 Kilometer westnordwestlich von Muret. Saiguède wird umgeben von den Nachbargemeinden Bonrepos-sur-Aussonnelle im Norden, Fontenilles im Nordosten, Saint-Lys im Osten und Südosten, Sainte-Foy-de-Peyrolières im Süden sowie Saint-Thomas im Westen.

## Bevölkerungsentwicklung
| Jahr                       | 1962 | 1968 | 1975 | 1982 | 1990 | 1999 | 2006 | 2011 | 2020 |
| Einwohner                  | 208  | 193  | 204  | 361  | 445  | 524  | 675  | 784  | 807  |
| Quellen: Cassini und INSEE |      |      |      |      |      |      |      |      |      |

## Sehenswürdigkeiten
- Kirche Sainte-Marie-Madeleine aus dem 13. Jahrhundert
- Schloss Saiguède
- Schloss Candelé

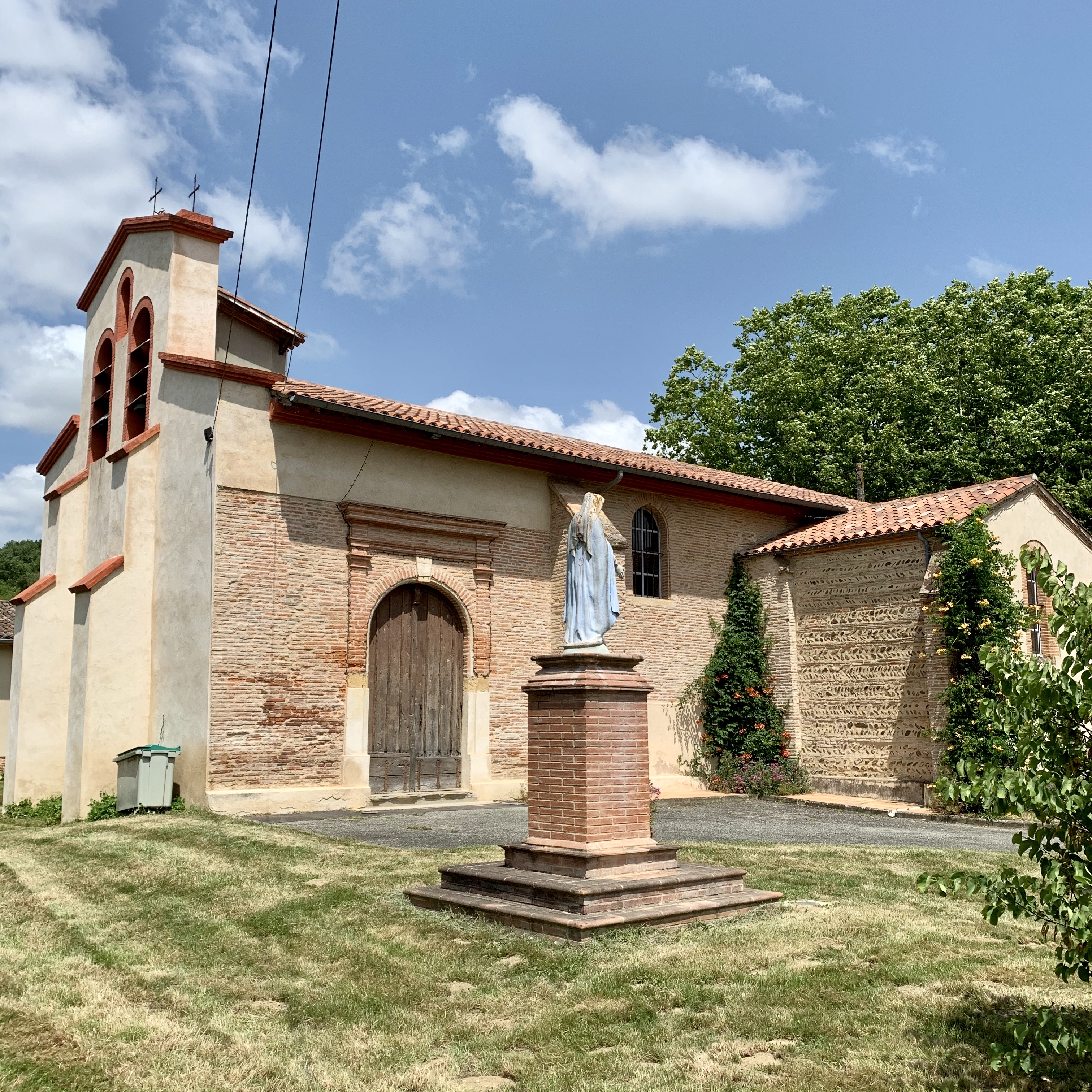
Kirche Sainte-Marie-Madeleine
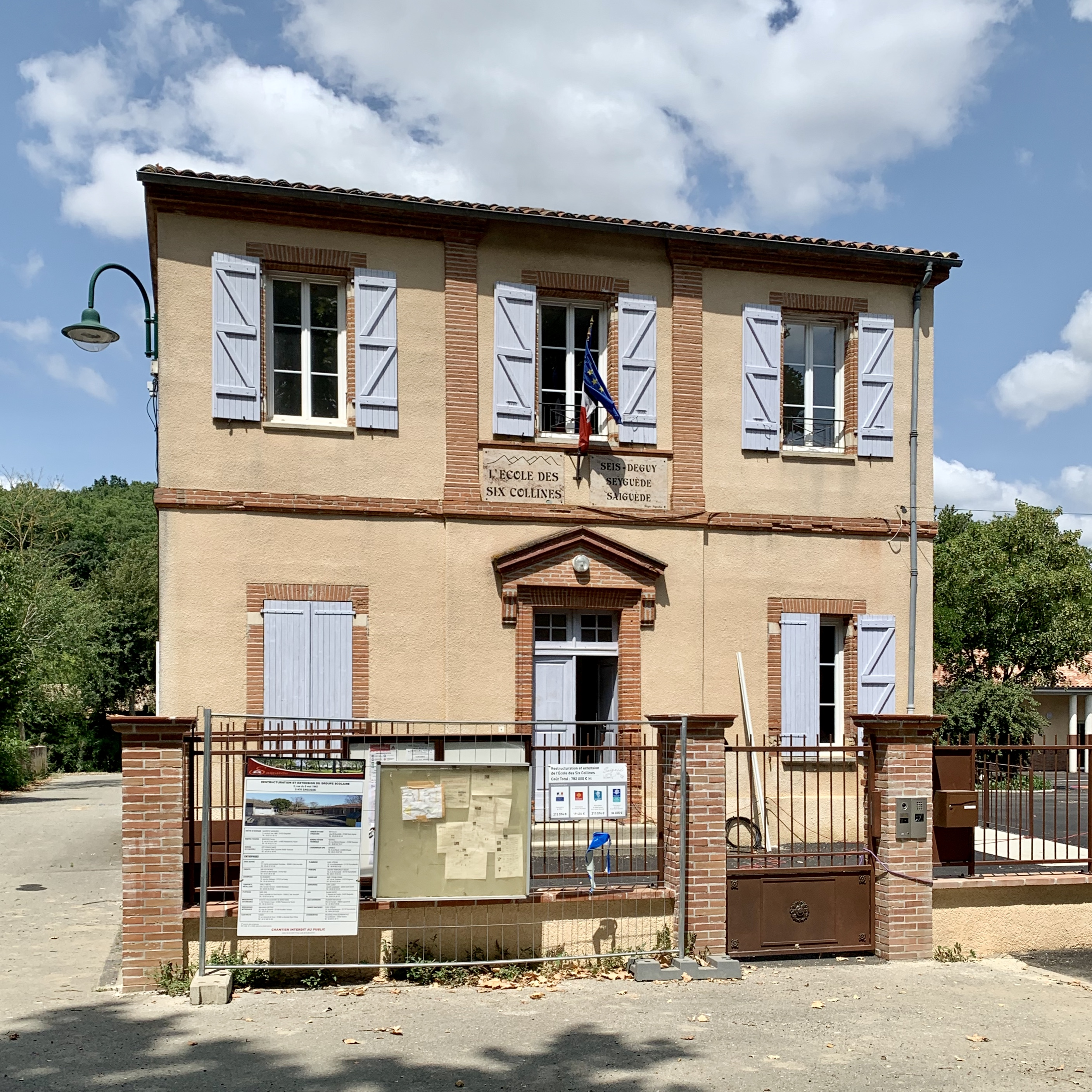
Schule